# جوزف جانسون (بازیکن فوتبال، زاده ۱۹۰۳)
جوزف جانسون (انگلیسی: Joseph Johnson؛ زادهٔ ۱۹۰۳) بازیکن فوتبال است.
از باشگاه‌هایی که در آن بازی کرده‌است می‌توان به باشگاه فوتبال اسکانتورپ یونایتد اشاره کرد.